# Sponen
Sponen är en kulle i Antarktis. Den ligger i Östantarktis. Norge gör anspråk på området. Toppen på Sponen är 2 024 meter över havet, eller 13 meter över den omgivande terrängen. Bredden vid basen är 1,2 km.
Terrängen runt Sponen är platt åt sydost, men åt nordväst är den kuperad. Trakten är obefolkad. Det finns inga samhällen i närheten. 